# التجمع الثالث (القاهرة الجديدة)
التجمع الثالث أحد مناطق مدينة القاهرة الجديدة والتي تتبع محافظة القاهرة بمصر، ويمتاز بمساكن ذات المساحات المختلفة، والتي تطل على حدائق خضراء.
ينقسم التجمع الثالث إلى محليات من الأولى إلى السابعة، وإسكان النقابات (القطامية ) و المستقبل وهي بالكامل عبارة عن إسكان بمساحات تبدأ من 63 متر و 70 متر و 100 متر و 125 متر و 135 متر.
كما تمتاز بجمال الشكل الخارجي من مساحات خضراء وشوارع واسعة وخدمات متاحة ومحلات ومولات توفر كافة الإحتياجات لقاطني التجمع الثالث، وقد زاد الإقبال على السكن فيها لقربها من الخدمات وتناسبها مع متوسطي الدخل وتوفيرها لمستوى معيشي جيد.

## من أشهر معالم التجمع الثالث
- مقر بنك الطعام المصري
- كارفور ماركت
- المحمل ماركت
- ميجا مول
- نادي الشباب الرياضي
- السوق التجاري
- مسجد الحمد (سمير وعلي).
- مسجد الصحابة (السويدي).
- مستشفى القاهرة الجديدة.
- فيوتشر مول.
- مول قرطبة .
- مجمع خدمات رابعة العدوية.
- أرابيلا (منتجع سياحي).
- الجامعة الألمانية.

## مدارس التجمع الثالث
- مدرسة السيدة خديجة التجريبية لغات
- مدرسة سمير فهمي التجريبية لغات
- مدرسة الحرية النموذجية
- مدرسة القطامية ثانوي عام بنات
- مدرسة الحرمين الخاصة للغات
- مدرسة عمر بن الخطاب (الإبتدائية المشتركة والإعدادية و الثانوية بنات)
- مدرسة القطامية الإبتدائية المشتركة (مدرسة ابتدائي مشتركة)
- مدرسة الفريق عبد المنعم واصل التجريبية لغات
- مدرسة الإمام محمد متولي الشعراوي الثانوية الصناعية المشتركة الثانوية
- مدرسة الجهاد مدرسة إبتدائية مشتركة
- مدرسة المعادي الجديده الخاصة للغات بالقطامية

## نوادي التجمع الثالث
- نادي الشباب الرياضي
- نادي الجمارك الرياضي

## مستشفيات التجمع الثالث
- مستشفى القاهرة الجديدة التخصصي.
- مجمع خدمات رابعة العدوية
- عيادات دار الدواء التخصصية
- مكتب صحة الأسرة لرعاية وتنظيم الأسرة

و يتميز التجمع الثالث أيضا بالخدمات الأمنية فهناك أفراد أمن بجميع شوارعه وأيضا أفراد الشرطة.
و تتميز جميع مناطق القاهرة الجديدة بهوائها النقي والخضرة ونظافة الشوارع.